# 柳水亭種清
柳水亭種清（りゅうすいてい たねきよ、1823年11月17日（文政6年10月15日） - 1907年（明治40年）3月20日）は、江戸から明治時代にかけての戯作者。
飛騨国高山の生まれ。6、7歳の頃に越後に行って、両親と別れて遊行上人に伴われて江戸へ上り、浅草の日輪寺に入る。ここで役僧にまでなるが、1850年（嘉永3年）に不始末で寺を追われて河竹黙阿弥の門に入り、翌年能晋輔の名で顔見世する。その後安政になって戯作者柳下亭種員の門に入り、種清と名乗る。この頃「正本写（しょうほんうつし）」という、上演された芝居を元にした草双紙の合巻によって人気を得た。また淫水亭の名で多くの春本を出していた。安政年間末に寺から許され、常陸国で寺を持つ。
明治になっても多数の合巻を出版する。種清の師の柳亭種員は嘉永2年から合巻の『白縫譚（しらぬいものがたり）』を27編まで書いて没し、安政元年から二世柳亭種彦（笠亭仙果）が55編までを書き継ぎ、これを種清が継いで1883年（明治16年）に90編で完結させた。また美図垣笑顔の『児雷也譚』も、種員、種清によって書き継がれた。
明治20年頃に相模国酒匂の上輩寺にて住職となる。1907年（明治40年）に同寺で没し、桂光院箕阿上人智俊堂山老和尚として記録されている。別号に八功舎得水がある。
三田村鳶魚は種清の正本写を、明治40年以降に雑誌等でよく書かれた「芝居みたまま」のように、舞台を筋だけでなく俳優の動きまで含めて記したもののはしりであるとし、江戸末期の名品であると評している。（『明治文学回想集』）

## 著作
- 艶嬢毒蛇淵
- 繪本豐臣勲功記
- 糸廼時雨越路一諷